# Epicypta trinidadensis
Epicypta trinidadensis är en tvåvingeart som beskrevs av Lane 1960. Epicypta trinidadensis ingår i släktet Epicypta och familjen svampmyggor. Inga underarter finns listade i Catalogue of Life.